# Шамаров, Зекарья Кошерович
Зекарья Кошерович Шамаров (28 ноября 1930, с. Сулу-Тюбе, Караногайский кантон, РСФСР  — 18 ноября 2012, Ногайский район, Дагестан, Российская Федерация) — советский передовик сельскохозяйственного производства, полный кавалер ордена Трудовой Славы.

## Биография
Трудовую деятельность начал в 1944 году пастухом совхоза «Червлённые Буруны».
В 1945—1946 годах работал трактористом совхоза, затем — ветсанитаром, шофёром.
С 1963 год возглавлял бригаду чабанов. С его приходом в бригаду животноводы стали добиваться высоких производственных показателей, значительно перекрывая плановые задания. Грозненская тонкорунная (или ногайская) порода овец, разведением которой занимался З. К. Шамаров, ежегодно представлялась на Выставке достижений народного хозяйства СССР и неоднократно удостаивалась медалей.
Активно трудился над улучшением племенных и продуктивных качеств животных, добившись, в частности, настрига шерсти с одной овцы более 30 кг, кроме этого, на 100 овцематок в совхозе ежегодно получали в среднем по 120—130 ягнят.
Избирался делегатом XVI Всесоюзного съезда профсоюзов, депутатом районного Совета народных депутатов нескольких созывов.

## Награды и звания
Награждён орденом Трудовой Славы трёх степеней. Ему присвоены почётные звания «Заслуженный животновод ДАССР» и почётный гражданин МО «Ногайский район».